# Мурузи, Дмитрий Константинович
Князь Дмитрий Константинович Мурузи (рум. Dumitru C. Moruzi; 1850, Яссы — 1914, Яссы) — русский, молдавский и румынский писатель
, композитор, государственный служащий.

## Биография
Родился 1 или 2 июня 1850 года в столице Молдавского княжества городе Яссы. Происходил из знатного фанариотского рода Мурузи. В 1863—1869 годах ездил учиться во Францию. С 1873 года на гражданской службе в Сорокском уезде. В 1877 году стал переводчиком дипломатической службы Российской империи. В этом качестве он сопровождал русские войска в Румелии во время русско-турецкой войны 1877—1878 годов. Затем был отправлен на дипломатическую работу в румынскую столицу Бухарест.
Под влиянием румынского национализма, он отказался от дипломатической карьеры и принял румынское подданство в 1882 или 1883 году. Стал администратором жудеца Констанца. В 1887 году он был назначен администратором и заместителем префекта в порт Сулина в дельте Дуная. В конце 1890-х годов Мурузи ушёл с государственной службы и начал пробовать себя в качестве композитора. Он написал оперу в трёх актах Pescarii din Sulina («Рыбаки Сулины»), которая была поставлена на сцене Национального театра Бухареста в феврале 1902 года. Он также занялся журналистской и писательской деятельностью. В 1910 году вступил в Демократическую Националистическую партию Румынии.
Главными трудами Мурузи стали романы «Înstrăinații. Studiu social în formă de roman» (1910) и «Pribegi în țară răpită. Roman social basarabean» (1912). Он писал произведения и в других жанрах: в 1911 году опубликовал комедию в трёх актах и примерно в то же время — сатирическую повесть «Pe viscol».
Умер в нищете в Яссах 9 октября 1914 года, однако был похоронен с почестями на кладбище «Этернитатя».